# من، ربات
«من، ربات» یا "من ربات هستم" (انگلیسی: I, Robot) یک کتاب از آیزاک آسیموف است. این کتاب مجموعه‌ای از نه داستان کوتاه علمی تخیلی است. داستان ربات کوچک گمشده از این کتاب الهام‌بخش فیلم من، ربات شد.